# خاطف الذباب
خاطف الذباب أو الشَّوْرَب أو البُوْبَانَة أو المِذْبَاب هي جنس من العصفوريات ينتمي إلى فصيلة صائدة الذباب، وبالضبط إلى فصيلة صائدة ذباب العالم القديم وهو مثال على طيور صائدي الذباب التي تنتمي لفصيلات صائدة ذباب العالم القديم. وهي منتشرة في جميع أنحاء أوروبا وأفريقيا وآسيا ومعظم طيورها تنتشر في الغابات والأماكن الأرضية الخشبية. العديد من طيور هذا النوع المهاجرة، تتحرك جنوباً من أوروبا وشمال آسيا في فصل الشتاء.
هي طيور صغيرة، يتراوح طولها من 9 إلى 15 سم. لديها رأس كبير، ذيل قصير ومنقار فاتر، يكبر كلما اتجهنا إلى قاعدته. ريشها في الغالب بني فاتح أو رمادي أحياناً كثيرة. تميل صغار الطيور إلى أن تكون مرقطة أو منقطة.
تتغذى صائدات الذباب موسيكابا عادة على الحشرات الطائرة التي يتم صيدها عندما تخرج من شجيرات مكشوفة. عادة ما يكون عشها على شكل كوب مقعر ومبني على فرع شجرة ولكن بعض الأنواع الأفريقية تبنيها في ثقوب الأشجار.

## الأنواع

### الأنواع الحالية
يبلغ عدد أنواع جنس صائدة ذباب موسيكابا 27 نوعاً.
- الذبابي (Muscicapa striata)
- Mediterranean flycatcher, Muscicapa tyrrhenica)
- خاطف الذباب الجامباغي، Muscicapa gambagae)
- Grey-streaked flycatcher (Muscicapa griseisticta)
- Dark-sided flycatcher (Muscicapa sibirica)
- Asian brown flycatcher (Muscicapa dauurica)[10][11]
- Sulawesi streaked flycatcher (Muscicapa sodhii)
- Brown-streaked flycatcher (Muscicapa williamsoni)
- Ashy-breasted flycatcher (Muscicapa randi)
- Sumba brown flycatcher (Muscicapa segregata)
- Brown-breasted flycatcher (Muscicapa muttui)
- Ferruginous flycatcher (Muscicapa ferruginea)
- Ashy flycatcher (Muscicapa caerulescens)
- Swamp flycatcher (Muscicapa aquatica)
- Cassin's flycatcher(Muscicapa cassini)
- Olivaceous flycatcher (Muscicapa olivascens)
- Chapin's flycatcher (Muscicapa lendu)
- Itombwe flycatcher (Muscicapa itombwensis)
- African dusky flycatcher (Muscicapa adusta)
- Little grey flycatcher (Muscicapa epulata)
- Yellow-footed flycatcher (Muscicapa sethsmithi)
- Dusky-blue flycatcher (Muscicapa comitata)
- Tessmann's flycatcher (Muscicapa tessmanni)
- Sooty flycatcher (Muscicapa infuscata)
- Ussher's flycatcher (Muscicapa ussheri)
- Böhm's flycatcher (Muscicapa boehmi)

### الأنواع المنقرضة
يوجد على الأقل نوعان من الأحفوريات متضمنان في هذا الجنس:
- †Muscicapa miklosi (Late Miocene of Polgárdi, Hungary)[12]
- †Muscicapa petenyii (Pliocene of Beremend, Hungary)[12]

### الأنواع السابقة
في السابق، نظرت بعض المختصين أيضاً في الأنواع التالية (أو الأنواع الفرعية) باعتبارها أنواعاً داخل جنس موسكيابا:
- Red-backed fairywren (as Muscicapa melanocephala)[13]
- Australian golden whistler (as Muscicapa pectoralis)[14]
- New Caledonian whistler (as Muscicapa caledonica)[15]
- Rufous whistler (xanthetraea) (as Muscicapa xanthetraea)[16]
- Little shrikethrush (as Muscicapa megarhyncha)[17]
- Black-naped monarch (as Muscicapa azurea)[18]
- Blue-mantled crested flycatcher (as Muscicapa cyanomelas)[19]
- خاطف الذباب الأفريقي الفردوسي (as Muscicapa viridis)[20]
- Mascarene paradise flycatcher (as Muscicapa bourbonnensis)[21]
- Hawaiʻi ʻelepaio (as Muscicapa sandwichensis)[22]
- Tahiti monarch (as Muscicapa nigra)[23]
- †Maupiti monarch (as Muscicapa Pomarea)[24]
- Chuuk monarch (as Muscicapa Rugensis)[25]
- Spot-winged monarch (as Muscicapa guttula)[26]
- Hooded monarch (as Muscicapa manadensis)[27]
- Island monarch (as Muscicapa inornata)[28]
- Black-faced monarch (as Muscicapa melanopsis)[29]
- Golden monarch (as Muscicapa chrysomela)[30]
- Frilled monarch (as Muscicapa telescopthalmus)[31]
- Shining flycatcher (chalybeocephala) (as Muscicapa chalybeocephalus)[32]
- بلبل أسود التاج (as Muscicapa melanictera)[33]
- بلبل صيني (as Muscicapa sinensis)[34]
- بلبل التمر (as Muscicapa goiavier)[35]